# Aggro Ansage Nr. 4
Aggro Ansage Nr. 4 è il quarto Sampler album dell´etichetta Aggro Berlin. Fu pubblicato il 5 novembre del 2004. Il Sampler raggiunse il 7º Posto negli Album Charts tedeschi e fu premiato con un disco d´oro.

## Tracce
1. Aggro Gold (Intro) - (Sido, Fler & B-Tight) – 3:25
2. Neue Deutsche Welle - (Fler) – 2:25
3. Aggro Teil 4 - (Sido, Fler & B-Tight) – 3:38
4. Sido & Xzibit (Skit) – 0:19
5. Meine Kette - (Sido feat. MC Reen) – 4:13
6. Ey Yo! - (Sido feat. Harris) – 4:10
7. Ich rappe "Remix" - (B-Tight) – 4:06
8. Wodka & Baccardi - (Sido, Fler & B-Tight) – 3:44
9. Soo cool - (A.i.d.S.) – 3:40
10. Tony D (Skit) – 0:18
11. Küss die Faust - (Tony D feat. Battle Rapp) – 3:50
12. Yeaah! - (A.i.d.S.) – 3:14
13. Mein Schwanz in deinem Kopf Skit– 0:34
14. Macho - (Fler) – 3:01
15. Wetten dass..? - (Sido feat. Harris) – 4:00
16. Maxim ist King - (Sido, Fler & B-Tight) – 4:01
17. Der Ficker - (B-Tight) – 3:48
18. Hör das Outro - (Tony D) – 4:08
19. Bonustrack - (Various Artists) - 3:16